# Koolur, Bangarapet
Koolur là một làng thuộc tehsil Bangarapet, huyện Kolar, bang Karnataka, Ấn Độ.